# Marlies Smulders
Marlies Smulders, född den 22 februari 1982 i Amstelveen i Nederländerna, är en nederländsk roddare.
Hon tog OS-silver i åtta med styrman i samband med de olympiska roddtävlingarna 2008 i Peking.